# Qantrara
Qantrara est une ancienne ville berbère ibadite importante, chef-lieu d'une province de l'Imamat Rostémide, situé sur la route du Souf en Algérie et s'étendant jusqu'à Jérid au sud-ouest de la Tunisie. Elle était principalement peuplée par les tribus berbères des Nafusis,.

## Attaque Aghlabide
Après la Bataille de Manu menée par l'émir Ibrahim II en mai 896 contre les Nafusis, les Aghlabides attaquèrent Qantrara puis attaquèrent Nefzaoua. En août-septembre 897, son fils Abdallah II revint et attaqua les Nefoussa. C'est au cours de cette campagne qu'environ 300 ou 500 habitants, dont 80 érudits ibadi, ont été emprisonnés et ramenés en Ifriqiya où ils ont été exécutés,. Le désastre de Manu a marqué la fin du règne des Rostémides sur la région,.